# Goldene Himbeere 1995
Die Goldene Himbeere 1995 (engl.: 15th Golden Raspberry Awards) wurde am 26. März 1995, dem Vorabend der Oscarverleihung, im El Rey Hotel in Los Angeles, Kalifornien verliehen.
Der Erotikthriller Color of Night wurde zum schlechtesten Film gewählt und war insgesamt neunmal nominiert. Bis heute ist der Film der einzige Gewinner in dieser Kategorie, der keine weitere Goldene Himbeere erhielt. Die meisten Auszeichnungen mit jeweils zwei Himbeeren erhielten die Filme Wyatt Earp – Das Leben einer Legende, Flintstones – Die Familie Feuerstein, The Specialist und Die nackte Kanone 33⅓. Zum ersten Mal gewann mit Däumeline ein Zeichentrickfilm eine Goldene Himbeere (für den schlechtesten Song).
Goldene Himbeeren wurden zum ersten Mal in den Kategorien Schlechteste Filmpaarung und Schlechteste Neuverfilmung oder Fortsetzung verliehen.

## Preisträger und Nominierungen
Es folgt die komplette Liste der Preisträger und Nominierten.
| Kategorien                                  | Nominierte                                                                                        | Nominierte |
| ------------------------------------------- | ------------------------------------------------------------------------------------------------- | --- |
| Schlechtester Film                          |                                                                                                   | Buzz Feitshans und David Matalon – Color of Night |
| Schlechtester Film                          | Kevin Costner, Lawrence Kasdan und Jim Wilson – Wyatt Earp – Das Leben einer Legende (Wyatt Earp) | |
| Schlechtester Film                          | Julius R. Nasso und Steven Seagal – Auf brennendem Eis (On Deadly Ground)                         | |
| Schlechtester Film                          | Rob Reiner und Alan Zweibel – North                                                               | |
| Schlechtester Film                          | Jerry Weintraub – The Specialist                                                                  | |
| Schlechtester Schauspieler                  | Kevin Costner                                                                                     | Kevin Costner – Wyatt Earp – Das Leben einer Legende (Wyatt Earp) |
| Schlechtester Schauspieler                  | Kevin Costner                                                                                     | Macaulay Culkin – Allein mit Dad & Co (Getting Even with Dad), Der Pagemaster – Richies fantastische Reise (The Pagemaster) und Richie Rich (Ri¢hie Ri¢h)                        |
| Schlechtester Schauspieler                  | Kevin Costner                                                                                     | Steven Seagal – Auf brennendem Eis (On Deadly Ground) |
| Schlechtester Schauspieler                  | Kevin Costner                                                                                     | Sylvester Stallone – The Specialist |
| Schlechtester Schauspieler                  | Kevin Costner                                                                                     | Bruce Willis – Color of Night und North |
| Schlechteste Schauspielerin                 | Sharon Stone                                                                                      | Sharon Stone – Begegnungen – Intersection (Intersection) und The Specialist |
| Schlechteste Schauspielerin                 | Sharon Stone                                                                                      | Kim Basinger – Getaway (The Getaway) |
| Schlechteste Schauspielerin                 | Sharon Stone                                                                                      | Joan Chen – Auf brennendem Eis (On Deadly Ground) |
| Schlechteste Schauspielerin                 | Sharon Stone                                                                                      | Jane March – Color of Night |
| Schlechteste Schauspielerin                 | Sharon Stone                                                                                      | Uma Thurman – Even Cowgirls Get the Blues |
| Schlechtester Nebendarsteller               | O. J. Simpson                                                                                     | O. J. Simpson – Die nackte Kanone 33⅓ (Naked Gun 33⅓: The Final Insult) |
| Schlechtester Nebendarsteller               | O. J. Simpson                                                                                     | Dan Aykroyd – Undercover Cops (Exit to Eden) und North |
| Schlechtester Nebendarsteller               | O. J. Simpson                                                                                     | Jane March – Color of Night |
| Schlechtester Nebendarsteller               | O. J. Simpson                                                                                     | William Shatner – Star Trek: Treffen der Generationen (Star Trek Generations) |
| Schlechtester Nebendarsteller               | O. J. Simpson                                                                                     | Rod Steiger – The Specialist |
| Schlechteste Nebendarstellerin              | Rosie O’Donnell                                                                                   | Rosie O’Donnell – Wagen 54 – Bitte Melden (Car 54, Where Are You?) Undercover Cops (Exit to Eden) und Flintstones – Die Familie Feuerstein (The Flintstones)                     |
| Schlechteste Nebendarstellerin              | Rosie O’Donnell                                                                                   | Kathy Bates – North |
| Schlechteste Nebendarstellerin              | Rosie O’Donnell                                                                                   | Elizabeth Taylor – Flintstones – Die Familie Feuerstein (The Flintstones) |
| Schlechteste Nebendarstellerin              | Rosie O’Donnell                                                                                   | Lesley Ann Warren – Color of Night |
| Schlechteste Nebendarstellerin              | Rosie O’Donnell                                                                                   | Sean Young – Even Cowgirls Get the Blues |
| Schlechteste Filmpaarung                    | StalloneStone CruisePitt                                                                          | Sylvester Stallone und Sharon Stone – The Specialist und Tom Cruise und Brad Pitt – Interview mit einem Vampir (Interview with the Vampire)                                      |
| Schlechteste Filmpaarung                    | StalloneStone CruisePitt                                                                          | Dan Aykroyd und Rosie O’Donnell – Undercover Cops (Exit to Eden) |
| Schlechteste Filmpaarung                    | StalloneStone CruisePitt                                                                          | Kevin Costner und jede seiner drei Frauen (Annabeth Gish, Joanna Going und Mare Winningham) – Wyatt Earp – Das Leben einer Legende (Wyatt Earp)                                  |
| Schlechteste Filmpaarung                    | StalloneStone CruisePitt                                                                          | sämtliche Kombinationsmöglichkeiten aus zwei Cast-Mitgliedern – Color of Night                                                                                                   |
| Schlechteste Neuverfilmung oder Fortsetzung | Kevin Costner                                                                                     | Kevin Costner, Lawrence Kasdan und Jim Wilson – Wyatt Earp – Das Leben einer Legende (Wyatt Earp)                                                                                |
| Schlechteste Neuverfilmung oder Fortsetzung | Kevin Costner                                                                                     | Warren Beatty – Perfect Love Affair (Love Affair) |
| Schlechteste Neuverfilmung oder Fortsetzung | Kevin Costner                                                                                     | Bruce Cohen – Flintstones – Die Familie Feuerstein (The Flintstones) |
| Schlechteste Neuverfilmung oder Fortsetzung | Kevin Costner                                                                                     | Billy Crystal – Die goldenen Jungs (City Slickers II: The Legend of Curly's Gold)                                                                                                |
| Schlechteste Neuverfilmung oder Fortsetzung | Kevin Costner                                                                                     | Mace Neufeld und Robert Rehme – Beverly Hills Cop III |
| Schlechteste Regie                          | Steven Seagal                                                                                     | Steven Seagal – Auf brennendem Eis (On Deadly Ground) |
| Schlechteste Regie                          | Steven Seagal                                                                                     | Lawrence Kasdan – Wyatt Earp – Das Leben einer Legende (Wyatt Earp) |
| Schlechteste Regie                          | Steven Seagal                                                                                     | John Landis – Beverly Hills Cop III |
| Schlechteste Regie                          | Steven Seagal                                                                                     | Rob Reiner – North |
| Schlechteste Regie                          | Steven Seagal                                                                                     | Richard Rush – Color of Night |
| Schlechtestes Drehbuch                      | Jim Jennewein · Bruce Cohen (einer der nicht Erwähnten)                                           | Tom S. Parker, Jim Jennewein, Steven E. de Souza sowie 31 weitere (im Abspann des Films nicht erwähnte) Drehbuchautoren – Flintstones – Die Familie Feuerstein (The Flintstones) |
| Schlechtestes Drehbuch                      | Jim Jennewein · Bruce Cohen (einer der nicht Erwähnten)                                           | Matthew Chapman und Billy Ray – Color of Night |
| Schlechtestes Drehbuch                      | Jim Jennewein · Bruce Cohen (einer der nicht Erwähnten)                                           | Ed Horowitz und Rubin Russin – Auf brennendem Eis (On Deadly Ground) |
| Schlechtestes Drehbuch                      | Jim Jennewein · Bruce Cohen (einer der nicht Erwähnten)                                           | John Mattson – Taschengeld (Milk Money) |
| Schlechtestes Drehbuch                      | Jim Jennewein · Bruce Cohen (einer der nicht Erwähnten)                                           | Andrew Scheinman und Alan Zweibel – North |
| Schlechtester Newcomer                      | Anna Nicole Smith                                                                                 | Anna Nicole Smith – Die nackte Kanone 33⅓ (Naked Gun 33⅓: The Final Insult) |
| Schlechtester Newcomer                      | Anna Nicole Smith                                                                                 | Jim Carrey – Ace Ventura – Ein tierischer Detektiv (Ace Ventura: Pet Detective), Dumm und Dümmer (Dumb and Dumber) und Die Maske (The Mask)                                      |
| Schlechtester Newcomer                      | Anna Nicole Smith                                                                                 | Chris Elliott – Schiffsjunge ahoi! (Cabin Boy) |
| Schlechtester Newcomer                      | Anna Nicole Smith                                                                                 | Chris Isaak – Little Buddha |
| Schlechtester Newcomer                      | Anna Nicole Smith                                                                                 | Shaquille O’Neal – Blue Chips |
| Schlechtester Song                          | Barry Manilow                                                                                     | Marry the Mole! aus Däumeline (Thumbelina) – Barry Manilow und Jack Feldman |
| Schlechtester Song                          | Barry Manilow                                                                                     | The Color of the Night aus Color of Night – Jud J. Friedman, Lauren Christy und Dominic Frontiere                                                                                |
| Schlechtester Song                          | Barry Manilow                                                                                     | Under the Same Sun aus Auf brennendem Eis (On Deadly Ground) – Mark Hudson, Klaus Meine und Scott Fairbairn                                                                      |